# Kulturåret 1753

## Händelser
- 1 januari – Johan Stagnells pjäs Baron Sjelfklok och Fröken Granlaga har urpremiär i Stora Bollhuset i Stockholm[1].
- 1 mars – Sverige (med Finland) inför Gregorianska kalendern, som kallas "nya stilen". Dagen före var i Sverige 17 februari enligt "gamla stilen" (g.s.).
- okänt datum – En fransk trupp, Sällskapet Du Londel, anställs vid Stora Bollhuset i Stockholm.

## Nya verk
- Svänska språkets rätta skrifsätt av Sven Hof

## Födda
- 21 januari – Gerarda Grootenraay (död 1809), nederländsk poet.
- 8 maj – Anne Marie Milan Desguillons (död 1829), fransk skådespelare verksam i Sverige, organisatör av Dramatens elevskola.
- 9 juni – Sophie Stebnowska (död 1848), polsk operasångare och skådespelare verksam i Sverige.
- 31 juli – Jean Baptiste Masreliez (död 1801), svensk konstnär och ornamentsbildhuggare.
- 12 augusti – Thomas Bewick (död 1828), engelsk träsnidare.
- 16 september – Märta Helena Reenstierna (Årstafrun; död 1841), svensk dagboksskrivare.
- 15 oktober – Elizabeth Inchbald (död 1821), engelsk författare, dramatiker och skådespelerska.

## Avlidna
- 8 april – Olof Kolmodin (född 1690), svensk författare och psalmdiktare.
- 16 september – Georg Wenzeslaus von Knobelsdorff (född 1699), tysk friherre och arkitekt.
- 3 oktober – Johan Jerling (född 1680), svensk bildhuggare och konstnär.
- 23 december – Filippo Barigioni (född 1672 eller 1690), italiensk arkitekt och skulptör.